# Franz Bendel
Franz Bendel (Schönlinde, Bohemia, Imperio austriaco, 23 de marzo de 1833 - Boston, Estados Unidos, 3 de julio de 1874) fue un pianista y compositor romántico. 

## Biografía
Franz Bendel nació el 23 de marzo de 1833 en Schönlinde, Bohemia, Imperio austriaco (actual República Checa). Fue alumno de Franz Liszt durante cinco años en Weimar. Bendel fue un destacado pianista que realizó giras hasta su muerte por fiebre tifoidea el 3 de julio de 1874 en Boston, mientras realizaba una gira por América. 
Desde 1862, vivió en Berlín e impartió clases en la academia de música de Theodor Kullak, Neue Akademie der Tonkunst. 

## Obras
Fue autor de cerca de 400 composiciones, muchas de ellas para piano, incluyendo un concierto para piano. Destacan las obras: Polkas de Salon pour le Piano (op.58, n.º 1), Polka gracieuse n.º 2 y Polka de la Jeunesse heureuse.